# Lecheci, Vijnița
Lecheci (în ucraineană Лекечі, transliterat Lekeci) este un sat în raionul Vijnița din regiunea Cernăuți (Ucraina), depinzând administrativ de comuna Șipotul pe Siret. Are 237 locuitori, preponderent ucraineni (huțuli).
Satul este situat la o altitudine de 629 metri, la izvoarele râului Siretul Mare, în partea de centru-sud a raionului Vijnița.

## Istorie
Localitatea Lecheci a făcut parte încă de la înființare din regiunea istorică Bucovina a Principatului Moldovei.
După anexarea Bucovinei de către Imperiul Habsburgic în anul 1775, localitatea Lecheci a făcut parte din Ducatul Bucovinei, guvernat de către austrieci. După Unirea Bucovinei cu România la 28 noiembrie 1918, satul Lecheci a făcut parte din componența României, în Plasa Răstoacelor a județului Storojineț. 
Ca urmare a Pactului Ribbentrop-Molotov (1939), Bucovina de Nord a fost anexată de către URSS la 28 iunie 1940. Bucovina de Nord a reintrat în componența României în perioada 1941-1944, fiind reocupată de către URSS în anul 1944 și integrată în componența RSS Ucrainene. 
Începând din anul 1991, satul Lecheci face parte din raionul Vijnița al regiunii Cernăuți din cadrul Ucrainei independente. Conform recensământului din 1989, nici un locuitor nu s-a declarat român sau moldovean . În prezent, satul are 237 locuitori, preponderent ucraineni.

## Demografie
Componența lingvistică a localității Lecheci
     Ucraineană (98,31%)
     Belarusă (1,27%)
     Alte limbi (0,42%)
Conform recensământului din 2001, majoritatea populației localității Lecheci era vorbitoare de ucraineană (98,31%), existând în minoritate și vorbitori de belarusă (1,27%).
1989: 187 (recensământ)
2007: 237 (estimare)